# Salzburger Liga
Die Salzburger Liga ist seit der Saison 2010/11 die höchste Spielklasse im Salzburger Fußball sowie die vierthöchste Spielklasse in Österreich. Der für sie zuständige Landesverband ist der Salzburger.
Im Regelfall steigt pro Saison je ein Verein in die Regionalliga West auf, sowie zwei Vereine in die 1. Landesliga ab. Abhängig von der Anzahl der aus der Regionalliga West absteigenden Salzburger Vereine sind Änderungen möglich.

## Geschichte
1920–1938 Anfänge und Salzburger 1. Klasse (1. Spielklasse in Salzburg)
| Saison                                                        | Meister                      |
| Liga Oberösterreich-Salzburg                                  | Liga Oberösterreich-Salzburg |
| ------------------------------------------------------------- | ---------------------------- |
| 1920/21                                                       | SK Vorwärts Steyr            |
| Salzburger 1. Klasse                                          |                              |
| 1921/22 K1                                                    | 1. Salzburger SK 1919        |
| 1922/23                                                       | 1. Salzburger SK 1919        |
| 1923/24                                                       | Salzburger AK 1914           |
| 1924/25                                                       | Salzburger AK 1914           |
| 1925/26                                                       | Salzburger AK 1914           |
| 1926/27                                                       | Salzburger AK 1914           |
| 1927/28                                                       | Salzburger AK 1914           |
| 1928/29                                                       | Salzburger AK 1914           |
| 1929/30                                                       | Salzburger AK 1914           |
| 1930/31                                                       | Salzburger AK 1914           |
| 1931/32                                                       | Salzburger AK 1914           |
| 1932/33 K1                                                    | Salzburger AK 1914           |
| Liga Oberösterreich-Salzburg                                  |                              |
| 1933/34 K1                                                    | Salzburger AK 1914           |
| 1934/35                                                       | Salzburger AK 1914           |
| Salzburger 1. Klasse                                          |                              |
| 1935/36 K1                                                    | Salzburger AK 1914           |
| 1936/37                                                       | Salzburger AK 1914           |
| 1937/38                                                       | Salzburger AK 1914           |
| K1 Änderung des Meisterschaftsmodus und Umbenennung der Liga. |                              |

1920/21 wurde noch eine gemeinsame Meisterschaft mit Oberösterreich mit fünf Vereinen ausgetragen. Sieger dieser Meisterschaft wurde SK Vorwärts Steyr vor Welser SC. Dritter und damit bester Salzburger Verein wurde der 1. Salzburger SK. Schon in der nächsten Saison trug der Salzburger Fußballverband, der am 15. April 1921 gegründet wurde, eine eigene Meisterschaft mit sechs Mannschaften aus, das waren der Meister 1. Salzburger SK 1919, Salzburger AK 1914, Deutscher SV Salzburg, SK Oberndorf, Itzlinger SK und SK Neumarkt. Aus verschiedenen Gründen nahmen in den nächsten Jahren nicht mehr so viele Vereine teil. Der 1. Salzburger SK 1919 wiederholte sein Meisterstück, bevor der Salzburger AK 1914 die restlichen Meisterschaften bis 1938 gewann. Nachdem in der Saison 1932/33 nur mehr vier Mannschaften in der 1. Klasse spielten, beschloss man mit Oberösterreich von 1933 bis 1935 eine gemeinsame Liga mit 10 bzw. 11 Mannschaften, davon waren nur Salzburger AK 1914 und SV Austria Salzburg bzw. 1. Salzburger SK 1919 aus Salzburg, auszuspielen. Ab 1935 ging man wieder getrennte Wege und man führte wieder die 1. Klasse mit vier bis fünf Mannschaften als höchste Liga in Salzburg ein.
1938–1945 Zeit der Ostmark
| Saison                                                        | Meister             |
| Bezirksklasse West                                            | Bezirksklasse West  |
| ------------------------------------------------------------- | ------------------- |
| 1938/39 K1                                                    | Linzer ASK          |
| Salzburger 1. Klasse                                          |                     |
| 1939/40 K1                                                    | keine Meisterschaft |
| 1940/41                                                       | SV Austria Salzburg |
| 1941/42                                                       | Salzburger AK 1914  |
| 1942/43                                                       | SV Austria Salzburg |
| Liga Oberdonau-Salzburg                                       |                     |
| 1943/44 K1                                                    | FC Steyr            |
| 1944/45                                                       | keine Meisterschaft |
| K1 Änderung des Meisterschaftsmodus und Umbenennung der Liga. |                     |

1938 wurde die Liga mit der Bezirksklasse Oberdonau zusammengelegt und in Bezirksliga West umbenannt. In der Saison 1938/39 gewann der Linzer ASK. In den nächsten vier Jahren gab es eine eigene Meisterschaft unter den Salzburger Vereinen und SV Austria Salzburg wurde dreimal Meister. 1942 feierte der Salzburger AK 1914 den Meistertitel. 1943 legte man die Liga mit Oberdonau zusammen und die Vereine aus Salzburg spielten in der Liga Oberdonau-Salzburg. FC Steyr erreichte den Meistertitel, bester Salzburger Verein wurde FG Salzburg.
1945–1950 Landesklasse Salzburg (1. Spielklasse in Salzburg)
| Saison                                                        | Meister               |
| Landesklasse Salzburg                                         | Landesklasse Salzburg |
| ------------------------------------------------------------- | --------------------- |
| 1945/46 K1                                                    | Salzburger AK 1914    |
| 1946/47                                                       | Salzburger AK 1914    |
| 1947/48                                                       | Union FC Salzburg     |
| 1948/49                                                       | Union FC Salzburg     |
| 1949/50                                                       | SK Bischofshofen      |
| K1 Änderung des Meisterschaftsmodus und Umbenennung der Liga. |                       |

In Salzburg organisierte man in der Saison 1945/46 die erste Meisterschaft mit dem späteren Meister Salzburger AK 1914, 1. Salzburger SK 1919, SV Austria Salzburg, SV Bürmoos, 1. Halleiner SK und SK Bischofshofen mit sechs Mannschaften. In den nächsten zwei Jahren wurde der Bewerb auf 10 Mannschaften aufgestockt, es kamen Union FC Salzburg, ATSV Maxglan, PSV Salzburg und ATSV Itzling hinzu. Bis zur Einführung der Tauernliga 1949 änderte sich diese Teilnehmeranzahl nie. In der Saison 1949/50 spielte man mit acht Mannschaften. Meister wurden Salzburger AK 1914 (2×), Union FC Salzburg (2×) und SK Bischofshofen.
1950–1960 Landesklasse Salzburg (3. Spielklasse)
| Saison                                                        | Meister                                        |
| Landesklasse Salzburg                                         | Landesklasse Salzburg                          |
| ------------------------------------------------------------- | ---------------------------------------------- |
| 1950/51 K1                                                    | SV Bürmoos                                     |
| 1951/52                                                       | SK Bischofshofen                               |
| 1952/53                                                       | Saalfeldener SK                                |
| 1953/54                                                       | Blau-Weiß Salzburg                             |
| 1954/55                                                       | Union FC Salzburg                              |
| Landesklasse Salzburg Nord und Süd                            |                                                |
| 1955/56 K1                                                    | Nord: Amateur SV Salzburg Süd: SV Schwarzach   |
| 1956/57                                                       | Nord: 1. Halleiner SK Süd: ASV Zell/See        |
| 1957/58                                                       | Nord: ASK Salzburg Süd: WSK Kaprun             |
| 1958/59                                                       | Nord: UFC Salzburg-Danubia Süd: ESV Saalfelden |
| Landesliga Salzburg                                           |                                                |
| 1959/60                                                       | Salzburger AK 1914                             |
| K1 Änderung des Meisterschaftsmodus und Umbenennung der Liga. |                                                |

Vor der Saison 1949/50 wurde in Österreich eine Ligareform durchgeführt, die Tauernliga wurde als zweite Spielklasse eingezogen. Die Arlbergliga wurde ein Jahr später, 1950/51, gegründet und somit war die Landesklasse Salzburg einer der dritten Spielklassen in Österreich. Die Teilnehmeranzahl der Klasse betrug zumeist zehn Mannschaften. Erst ab der Vorsaison des Spieljahres 1955/56, in der die Landesklasse in Nord und Süd aufgeteilt wurde, änderte sich die Anzahl der teilnehmenden Vereine zwischen acht und 13 Mannschaften. Erst 1959/60 gab es eine Landesklasse, die mit zwölf Teams bestritten wurde. Die besseren Vereine Salzburg, die zuvor in der Landesklasse gespielt hatten, spielten nun in der Tauernliga. Deswegen scheinen jetzt viele andere Vereine auf der Siegerliste auf, die zuvor keinen Titel gewonnen hatten: SV Bürmoos, SK Bischofshofen, Saalfeldener SK, Blau-Weiß Salzburg und Union FC Salzburg. In der Landesklasse Nord gewann Amateur SV Salzburg, 1. Halleiner SK, ASK Salzburg und UFC Salzburg-Danubia, in der Landesklasse Süd SV Schwarzach, ASV Zell/See, WSK Kaprun und ESV Saalfelden. In der wieder gemeinsam geschaffenen höchsten Liga in Salzburg siegte 1960 der Salzburger AK 1914.
1960–1974 Landesliga Salzburg (3. Spielklasse)
| Saison                                                        | Meister               |
| Landesliga Salzburg                                           | Landesliga Salzburg   |
| ------------------------------------------------------------- | --------------------- |
| 1960/61 K1                                                    | 1. Halleiner SK       |
| 1961/62                                                       | SV Bürmoos            |
| 1962/63                                                       | SK Bischofshofen      |
| 1963/64                                                       | Oberndorfer SK        |
| 1964/65                                                       | Amateur SV Salzburg   |
| 1965/66                                                       | Salzburger AK 1914    |
| 1966/67                                                       | 1. Salzburger SK 1919 |
| 1967/68                                                       | ASV Zell/See          |
| 1968/69                                                       | 1. Halleiner SK       |
| 1969/70                                                       | TSV St. Johann/Pongau |
| 1970/71                                                       | 1. Salzburger SK 1919 |
| 1971/72                                                       | WSK Kaprun            |
| 1972/73                                                       | ÖTSU Henndorf         |
| 1973/74                                                       | SV Grödig             |
| K1 Änderung des Meisterschaftsmodus und Umbenennung der Liga. |                       |

1960/61 wurde die Arlbergliga in Regionalliga West umbenannt. Die Landesliga Salzburg blieb die dritte Spielklasse und es nahmen zumeist zwölf Vereine teil. Meister in den 1960er Jahren und in den ersten 1970er Jahren waren 1. Halleiner SK und 1. Salzburger SK 1919 zweimal und SV Bürmoos, SK Bischofshofen, Oberndorfer SK, Amateur SV Salzburg, Salzburger AK 1914, ASV Zell/See, TSV St. Johann/Pongau, WSK Kaprun, ÖTSU Henndorf und SV Grödig einmal.
1974–1977 Salzburger Liga (3. Spielklasse)
| Saison                                                        | Meister            |
| Salzburger Liga                                               | Salzburger Liga    |
| ------------------------------------------------------------- | ------------------ |
| 1974/75 K1                                                    | Salzburger AK 1914 |
| 1975/76                                                       | 1. Halleiner SK    |
| 1976/77                                                       | ASK Salzburg       |
| K1 Änderung des Meisterschaftsmodus und Umbenennung der Liga. |                    |

In der Saison 1974/75 wurde die Bundesliga als neue erste Spielklasse eingeführt. Die Nationalliga, die bisher als erste Klasse fungierte, war die neue zweite Spielklasse. Die Alpenliga wurde abgeschafft. Dadurch blieb die Salzburger Liga die dritte Spielklasse und es nahmen 14 Mannschaften teil. Die drei Meistertitel errangen Salzburger AK 1914, 1. Halleiner SK und ASK Salzburg.
1977–1983 Salzburger Liga (4. Spielklasse)
| Saison                                                        | Meister             |
| Salzburger Liga                                               | Salzburger Liga     |
| ------------------------------------------------------------- | ------------------- |
| 1977/78 K1                                                    | SV Schwarzach       |
| 1978/79                                                       | USV Edelweiß Taxham |
| 1979/80                                                       | ATSV Trimmelkam     |
| 1980/81                                                       | FC Zell/See         |
| 1981/82                                                       | USV Edelweiß Taxham |
| 1982/83                                                       | SK Saalfelden       |
| K1 Änderung des Meisterschaftsmodus und Umbenennung der Liga. |                     |

Mit der Wiedereinführung der Alpenliga in der Saison 1977/78 als dritte Spielklasse, die in der Saison 1980/81 in Regionalliga West umbenannt wurde, und die die Salzburger Liga wurde zur vierten Spielklasse und sie wurde zumeist mit 14 Teilnehmern ausgetragen. Die Meister aus dieser Zeit lauteten SV Schwarzach, USV Edelweiß Taxham (2×), ATSV Trimmelkam, FC Zell/See und SK Saalfelden.
1983–1992 1. Landesliga (4. Spielklasse)
| Saison                                                        | Meister          |
| 1. Landesliga                                                 | 1. Landesliga    |
| ------------------------------------------------------------- | ---------------- |
| 1983/84 K1                                                    | SC Mittersill    |
| 1984/85                                                       | SK Bischofshofen |
| 1985/86                                                       | FC Zell/See      |
| 1986/87                                                       | FC Puch          |
| 1987/88                                                       | SC Mittersill    |
| 1988/89                                                       | USK Anif         |
| 1989/90                                                       | ESV Saalfelden   |
| 1990/91                                                       | Heeres SV Wals   |
| 1991/92                                                       | ÖTSU Henndorf    |
| K1 Änderung des Meisterschaftsmodus und Umbenennung der Liga. |                  |

Ab 1983 heißt die höchste Liga in Salzburg 1. Landesliga und sie wurde weiter mit 14 Teilnehmern ausgetragen. Die Titelträger in den 1980er Jahren waren SC Mittersill (2×), SK Bischofshofen, FC Zell/See, FC Puch, USK Anif, ESV Saalfelden, Heeres SV Wals und ÖTSU Henndorf.
1992–1997 Salzburger Liga (4. Spielklasse)
| Saison | Meister            |
| Salzburger Liga                                                                                           | Salzburger Liga    |
| --- | ------------------ |
| 1992/93 K1                                                                                                | USK Anif           |
| 1993/94                                                                                                   | ESV Saalfelden     |
| 1994/95                                                                                                   | ESV Saalfelden     |
| 1995/96 K2                                                                                                | Salzburger AK 1914 |
| 1996/97                                                                                                   | SV Seekirchen      |
| K1 Änderung des Meisterschaftsmodus und Umbenennung der Liga. K2 1995/96: Einführung der Dreipunkteregel. |                    |

Ab 1992 wurde die Salzburger Liga das erste Mal mit acht Mannschaften ausgespielt, erster Meister wurde der USK Anif. Die Jahre darauf folgten ESV Saalfelden (2×), Salzburger AK 1914 und SV Seekirchen.
1997–2010 1. Landesliga (4. Spielklasse)
| Saison                                                        | Meister                         |
| 1. Landesliga                                                 | 1. Landesliga                   |
| ------------------------------------------------------------- | ------------------------------- |
| 1997/98 K1                                                    | USK Anif                        |
| 1998/99                                                       | SV Seekirchen                   |
| 1999/2000                                                     | SV Schwarzach                   |
| 2000/01                                                       | SG PSV/SC Schwarz-Weiß Salzburg |
| 2001/02                                                       | SV Seekirchen                   |
| 2002/03                                                       | USK Anif                        |
| 2003/04                                                       | FC Zell/See                     |
| 2004/05                                                       | Salzburger AK 1914              |
| 2005/06                                                       | SV Grödig                       |
| 2006/07                                                       | USK Anif                        |
| 2007/08                                                       | TSV St. Johann/Pongau           |
| 2008/09                                                       | TSV Neumarkt                    |
| 2009/10                                                       | SV Austria Salzburg             |
| K1 Änderung des Meisterschaftsmodus und Umbenennung der Liga. |                                 |

Ab der Saison wurde wieder die 1. Landesliga als höchste Salzburger Liga mit 14 Mannschaften eingeführt. Bis 2010 gewannen USK Anif (3×), SV Seekirchen, SV Schwarzach, die Spielgemeinschaft aus PSV Salzburg und SC Schwarz-Weiß Salzburg, SV Seekirchen, FC Zell/See, Salzburger AK 1914, SV Grödig, USK Anif, TSV St. Johann/Pongau, TSV Neumarkt und SV Austria Salzburg.
2010–2019 Salzburger Liga (4. Spielklasse)
| Saison                                                        | Meister                          |
| Salzburger Liga                                               | Salzburger Liga                  |
| ------------------------------------------------------------- | -------------------------------- |
| 2010/11 K1                                                    | FC Pinzgau Saalfelden            |
| 2011/12                                                       | SV Wals-Grünau                   |
| 2012/13                                                       | USC Eugendorf                    |
| 2013/14                                                       | FC Pinzgau Saalfelden            |
| 2014/15                                                       | SG Red Bull Salzburg II/USK Anif |
| 2015/16                                                       | FC Bergheim                      |
| 2016/17                                                       | SV Wals-Grünau                   |
| 2017/18                                                       | SK Bischofshofen                 |
| 2018/19                                                       | Salzburger AK 1914               |
| K1 Änderung des Meisterschaftsmodus und Umbenennung der Liga. |                                  |

Ab 2010 wurde die Salzburger Liga mit 16 Teilnehmern geschaffen. Als erster Meister der Salzburger Liga stieg der FC Pinzgau Saalfelden zur Saison 2010/11 in die Regionalliga West auf. Aus der Regionalliga selbst stieg kein Verein ab, da keiner der aufstiegsberechtigten Vereine der Vorarlbergliga sein Recht in Anspruch nahm, weshalb der Tabellen 14. SV Seekirchen drittklassig bleiben durfte. Aus der Salzburger Liga stiegen der USK Piesendorf und der UFC Maria Alm in die 1. Landesliga ab, Aufsteiger aus der 1. Landesliga waren SV Grödig 1b, SC Golling und der UFC Altenmarkt.
Die bisherigen Meister waren FC Pinzgau Saalfelden (2×), SV Wals-Grünau, USC Eugendorf, die Spielgemeinschaft bestehend aus der zweiten Mannschaft von Red Bull Salzburg und USK Anif, FC Bergheim, SV Wals-Grünau, SK Bischofshofen und 2019 Salzburger AK 1914.
2019/20–2022/23 Regionalliga Salzburg (4. Spielklasse)
| Saison                | Meister                                           |
| Regionalliga Salzburg | Regionalliga Salzburg                             |
| --------------------- | ------------------------------------------------- |
| 2019/20 K1            | wegen COVID-19-Pandemie in Österreich abgebrochen |
| 2020/21               | wegen COVID-19-Pandemie in Österreich abgebrochen |
| 2021/22               | SV Seekirchen 1945                                |
| 2022/23               | SV Austria Salzburg                               |

Die Eliteliga wird anstelle der Regionalliga West bundeslandintern jeweils in einer Regionalliga Salzburg, Regionalliga Tirol und Eliteliga Vorarlberg im Herbst mit jeweils 10 Vereinen ausgespielt. Daher stiegen drei Vereine, SAK 1914, SV Austria Salzburg und SV Kuchl, aus der Salzburg Liga, die mit 14 Vereinen gespielt wird, in die neugegründete Regionalliga Salzburg auf.
Die Saisons 2019/20 und 2020/21 waren geprägt von der weltweiten COVID-19-Pandemie. Dies sorgte dafür, dass die Saisons abgebrochen wurden. Es gab weder Auf- noch Absteiger.
seit 2023 Salzburger Liga (4. Spielklasse)
| Saison          | Meister            |
| Salzburger Liga | Salzburger Liga    |
| --------------- | ------------------ |
| 2023/24         | SV Kuchl           |
| 2024/25         | SV Seekirchen 1945 |

Ab der Saison 2023/24 wurde die Regionalliga Salzburg wieder abgeschafft, die höchste Liga in Salzburg ist wieder die Salzburger Liga.

## Bezeichnung (Sponsor)
Die Landesliga in Salzburg hat zurzeit keinen Sponsor im Namen. Folgende Sponsoren beziehungsweise Namensänderungen hat die Landesliga in ihrer Namensgebung gehabt.
- Liga Oberösterreich-Salzburg: 1920/21
- Salzburger 1. Klasse: 1921/22–1932/33 und 1935/36–1937/38
- Bezirksklasse West/Salzburger 1. Klasse/Liga Oberdonau-Salzburg: 1938/39–1944/45
- Landesklasse Salzburg: 1945/46–1958/59
- Landesliga Salzburg: 1959/60–1973/74
- Salzburger Liga: 1974/75–1982/83 und 1992/93–1996/97
- 1. Landesliga: 1983/84–1991/92 und 1997/98–2009/10
- Salzburger Liga: seit 2010/11

## Spielmodus
In der Salzburger Liga spielen insgesamt 14 Fußballvereine aus dem Bundesland. Der Landesligameister steigt direkt in die dritthöchste Spielklasse Österreichs, die Regionalliga Salzburg, auf.

## Teilnehmer
Folgende Vereine nehmen an der Saison 2024/25 teil:
| - ASV Salzburg - FC Puch - SAK 1914 - SC Golling | - SV Bürmoos - SV Grödig - SV Seekirchen - SV Straßwalchen | - TSU Bramberg - TSV Neumarkt - UFC Hallein - UFC Siezenheim | - UFC SV Hallwang - UFV Thalgau - USC Eugendorf - USK Anif |

## Die Titelträger
Die Titelträger bis zur Saison 1944/45
16 Meistertitel
Salzburger AK 1914 (1924, 1925, 1926, 1927, 1928, 1929, 1930, 1931, 1932, 1933, 1934, 1935, 1936, 1937, 1938, 1942)
3 Meistertitel
SV Austria Salzburg (1940, 1941, 1943)
2 Meistertitel
1. Salzburger SK 1919 (1922, 1923)
1 Meistertitel
FC Steyr (1944)
SK Vorwärts Steyr (1921)
Die Titelträger seit der Saison 1945/46
8 Meistertitel
Salzburger AK 1914 (1946, 1947, 1960, 1966, 1975, 1996, 2005, 2019)
5 Meistertitel
SV Seekirchen (1997, 1999, 2002, 2023, 2025)
SK Bischofshofen (1950, 1952, 1963, 1985, 2018)
USK Anif (1989, 1993, 1998, 2003, 2007)
FC Zell/See (1957 M1 M2, 1968 M2, 1981, 1986, 2004)
4 Meistertitel
ESV Saalfelden (1959 M1, 1990, 1994, 1995)
1. Halleiner SK (1957 M1, 1961, 1969, 1976)
3 Meistertitel
SV Schwarzach (1956 M1, 1978, 2000)
Union FC Salzburg (1948, 1949, 1955)
2 Meistertitel:
| SV Austria Salzburg (2010, 2023) SV Wals-Grünau (2012, 2017) FC Pinzgau Saalfelden (2011, 2014) TSV St. Johann/Pongau (1970, 2008) SV Grödig (1974, 2006) | ÖTSU Henndorf (1973, 1992) Saalfeldener SK (1953, 1983) SC Mittersill (1984, 1988) USV Edelweiß Taxham (1979, 1982) | ASK Salzburg (1958 M1, 1977) WSK Kaprun (1958 M1, 1972) Amateur SV Salzburg (1956 M1, 1965) SV Bürmoos (1951, 1962) |

1 Meistertitel:
| SV Kuchl (2024) FC Bergheim (2016) SG Red Bull Salzburg II/USK Anif (2015) USC Eugendorf (2013) TSV Neumarkt (2009) | SG PSV/SC Schwarz-Weiß Salzburg (2001) Heeres SV Wals (1991) FC Puch (1987) ATSV Trimmelkam (1980) | Oberndorfer SK (1964) UFC Salzburg-Danubia (1959 M1) Blau-Weiß Salzburg (1954) |